# Catharinakerk (Stockholm)
De protestants-lutherse Catharinakerk (Zweeds: Katarina kyrka) is een kerkgebouw van de Zweedse Kerk op het eiland Södermalm in de Zweedse hoofdstad Stockholm.

## Geschiedenis

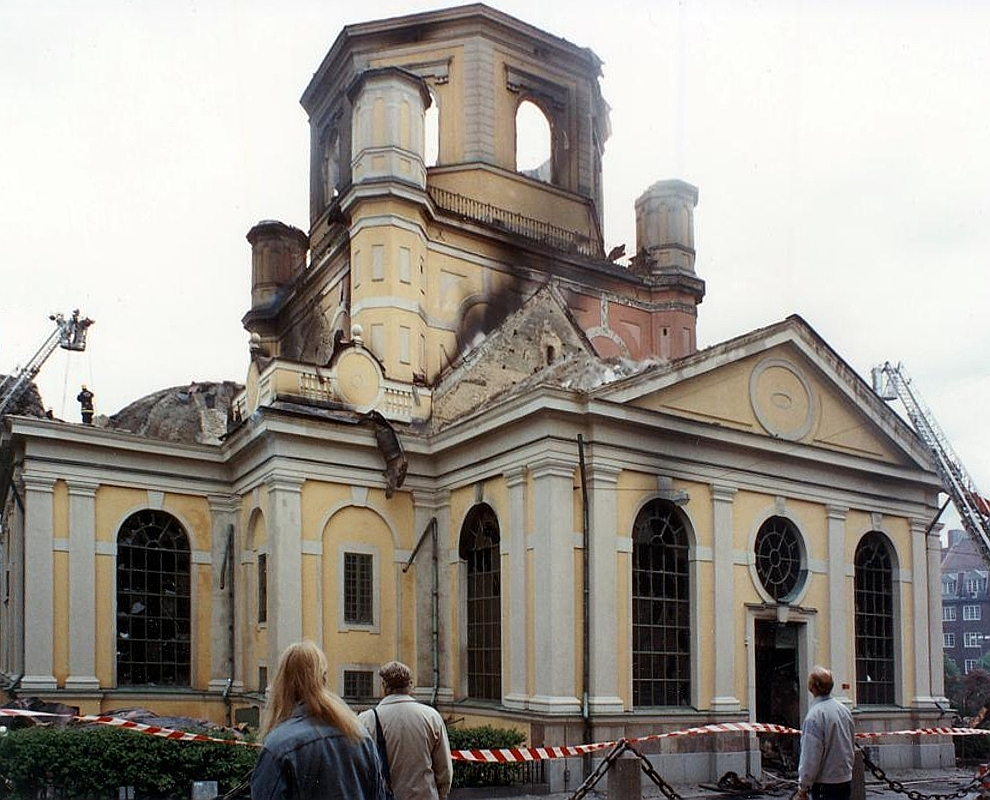
De Catharinakerk na de brand van 1990

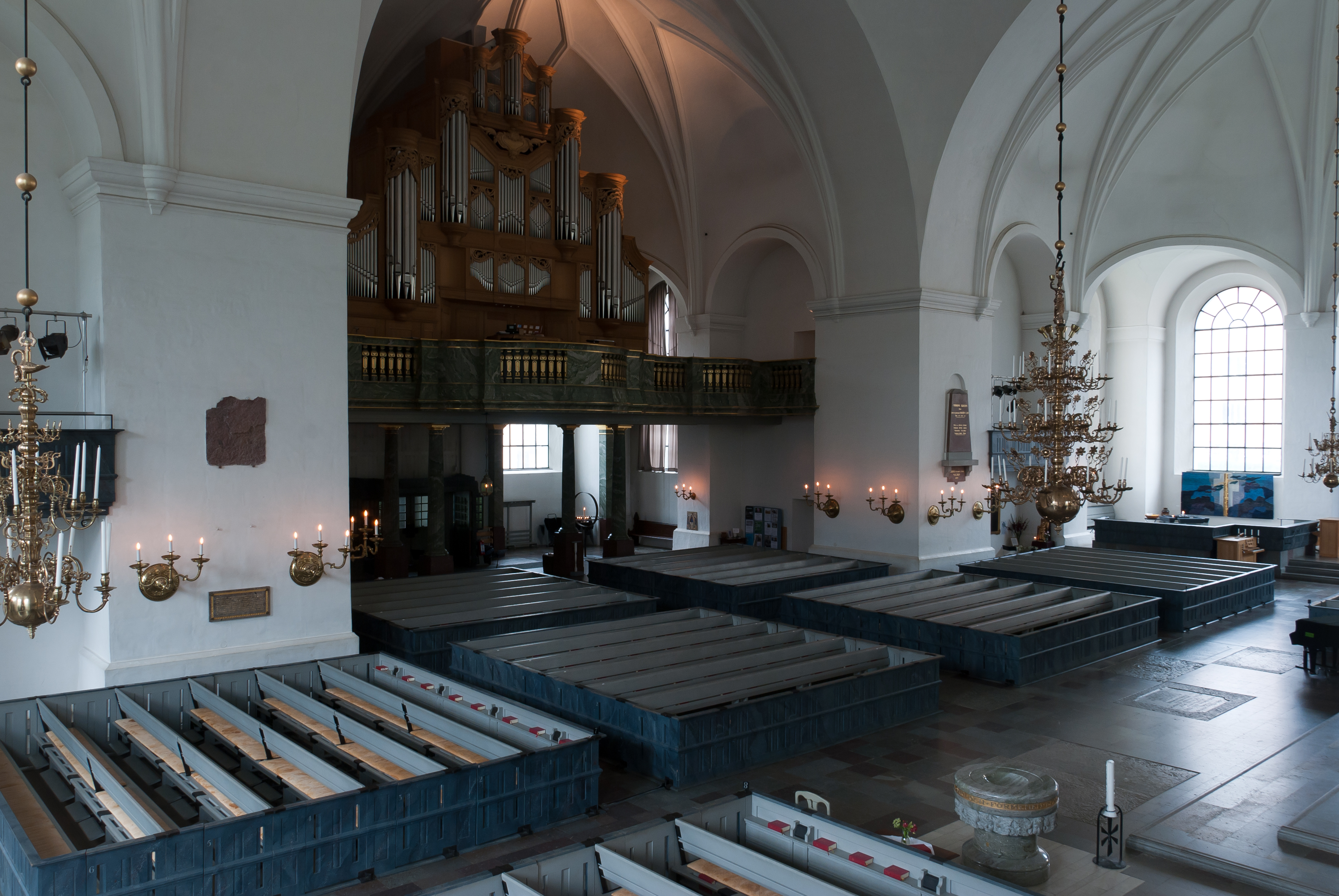
Overzicht interieur

De kruisvormige kerk werd tussen 1656 en 1695 naar het plan van de uit Frankrijk afkomstige architect Jean de la Vallée gebouwd en vernoemd naar prinses Catharina Wasa, de zuster van koning Gustaaf II Adolf en moeder van Karel X Gustaaf.
In 1723 werd de Catharinakerk bij een grote brand verwoest, waarbij vrijwel de gehele wijk ten prooi viel. Onder leiding van de stadsarchitect Göran Josuae Adelcrantz (vader van de bekendere Carl Fredrik Adelcrantz) vond wederopbouw plaats, maar dan met een grotere achthoekige toren.
De kerk staat op de Catharinaberg (Katarinaberget) waar de slachtoffers van het bloedbad van Stockholm werden verbrand. Over de plaats zou sindsdien een vloek rusten. In 1990 werd de kerk voor een tweede keer getroffen door brand. Vrijwel de gehele inrichting ging daarbij verloren. Hoewel de kerk goed was verzekerd, werd er aan uitgebreide fondsenwerving gedaan. Voor dit doel werd de Stichting Red Catharina (Stiftelsen Rädda Katarina) opgericht. Na de wederopbouw, die onder leiding van de Zweedse architect Ove Hidemark plaatsvond en ongeveer 280 miljoen kronen kostte, werd de Catharinakerk in 1995 opnieuw ingewijd.
Op het kerkhof van de kerk liggen bekende personen als de staatsman Sten Sture de Oudere, de Zweedse politica Anna Lindh en de Nederlandse troubadour Cornelis Vreeswijk begraven.

## Inrichting
Het eerste orgel voor de kerk werd in 1751 gebouwd door de orgelbouwers Jonas Gren en Petter Strahle. Het instrument kende Franse invloeden en werd in 1863 door de orgelbouwer Per Larsson Akerman gereviseerd en in 1909 door de orgelbouwer Akerman & Lund opnieuw ingericht en vergroot. Het instrument werd in 1938 voorzien van pneumatische tracturen. De brand van 1990 verwoestte dit orgel.
Het huidige orgel werd in 2000 door de orgelbouwer Jan van den Heuvel uit Dordrecht. De orgelkas werd naar het ontwerp van de oorspronkelijke orgelkas herbouwd. De dispositie van het orgel is in Franse stijl, gebaseerd op de instrumenten van Aristide Cavaille-Coll. Het orgel heeft 61 registers verdeeld over drie manualen en pedaal. De speeltracturen zijn mechanisch, de registertracturen zijn elektrisch.

## Afbeeldingen

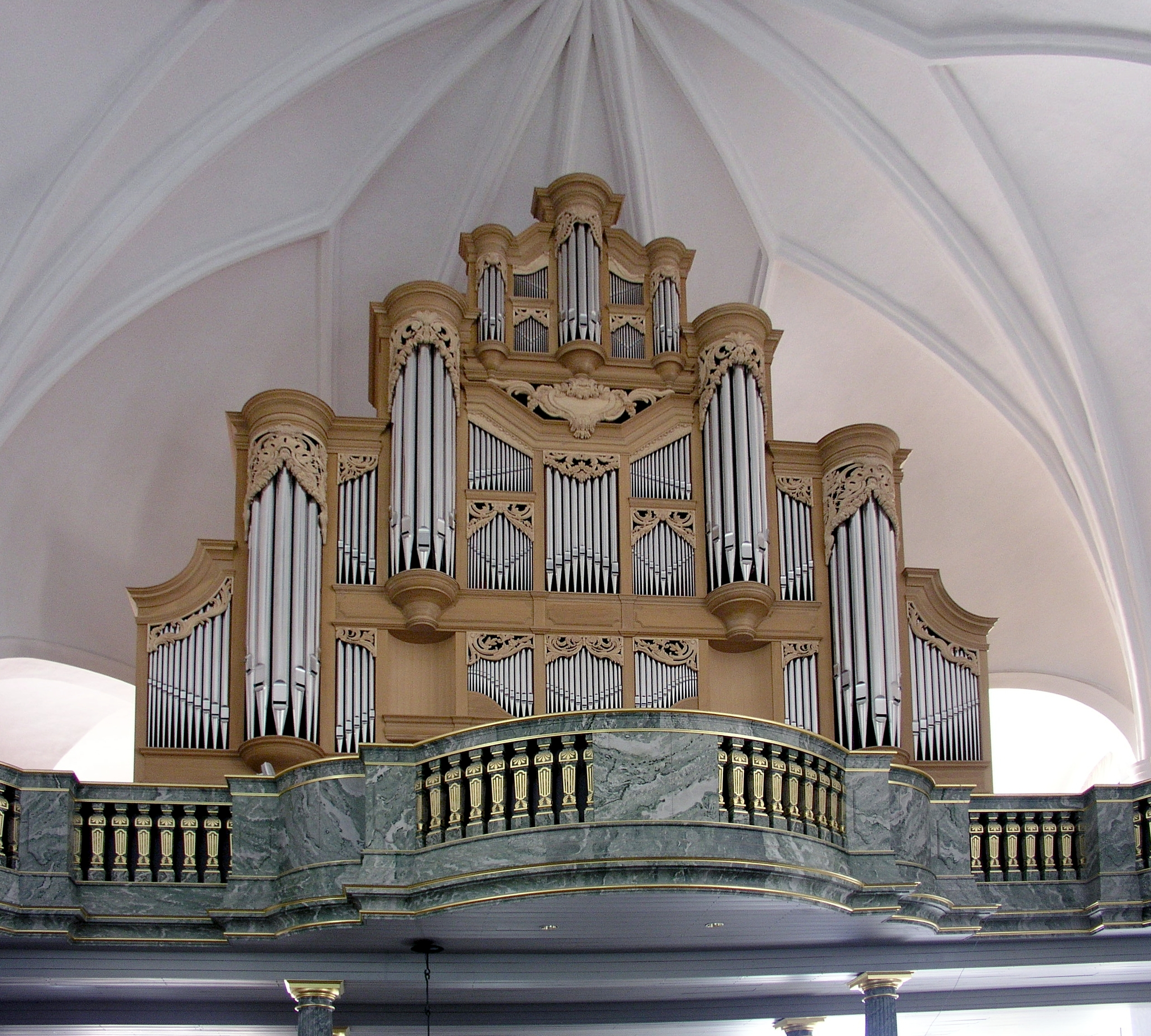
Orgel
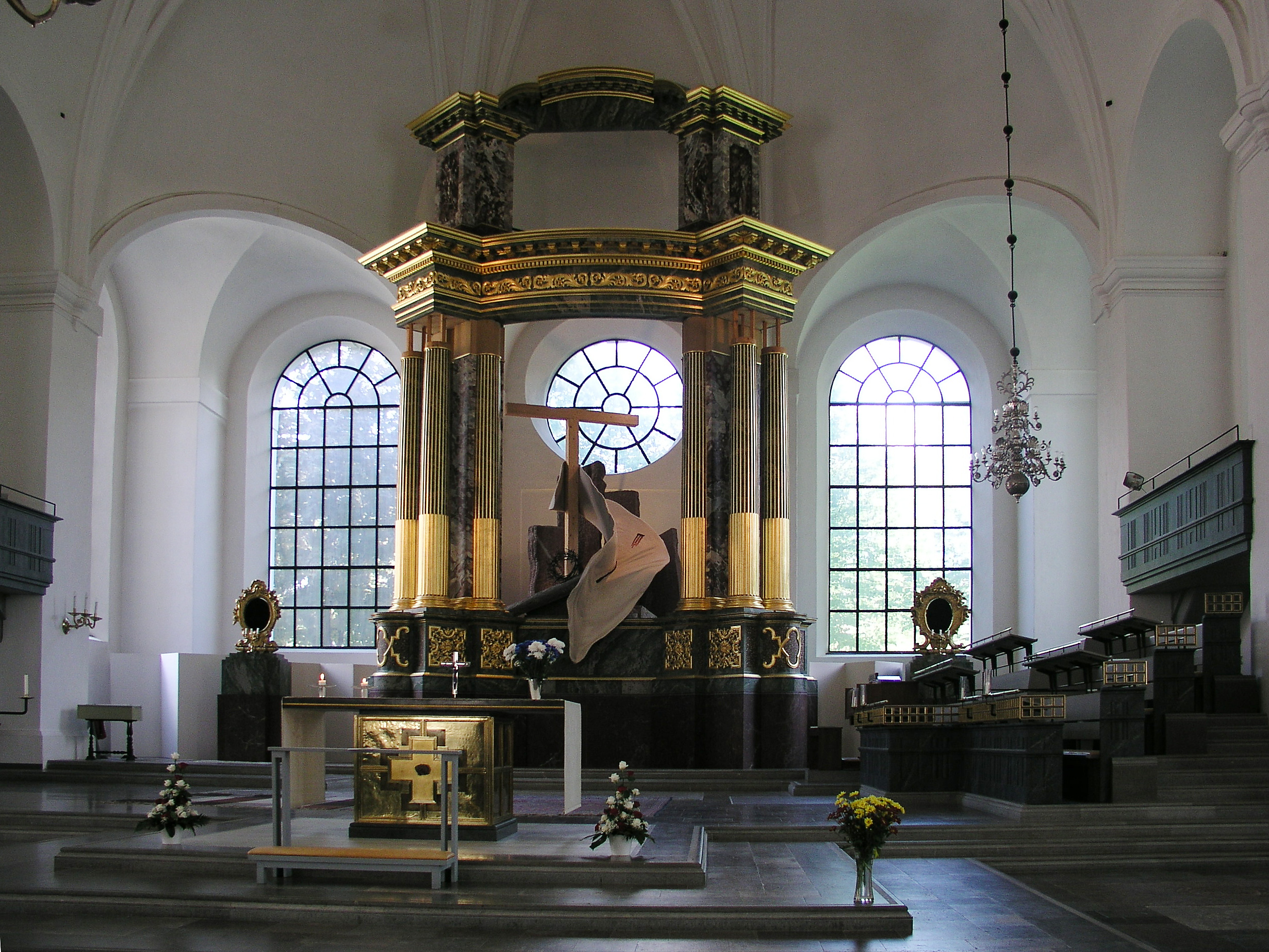
Altaar
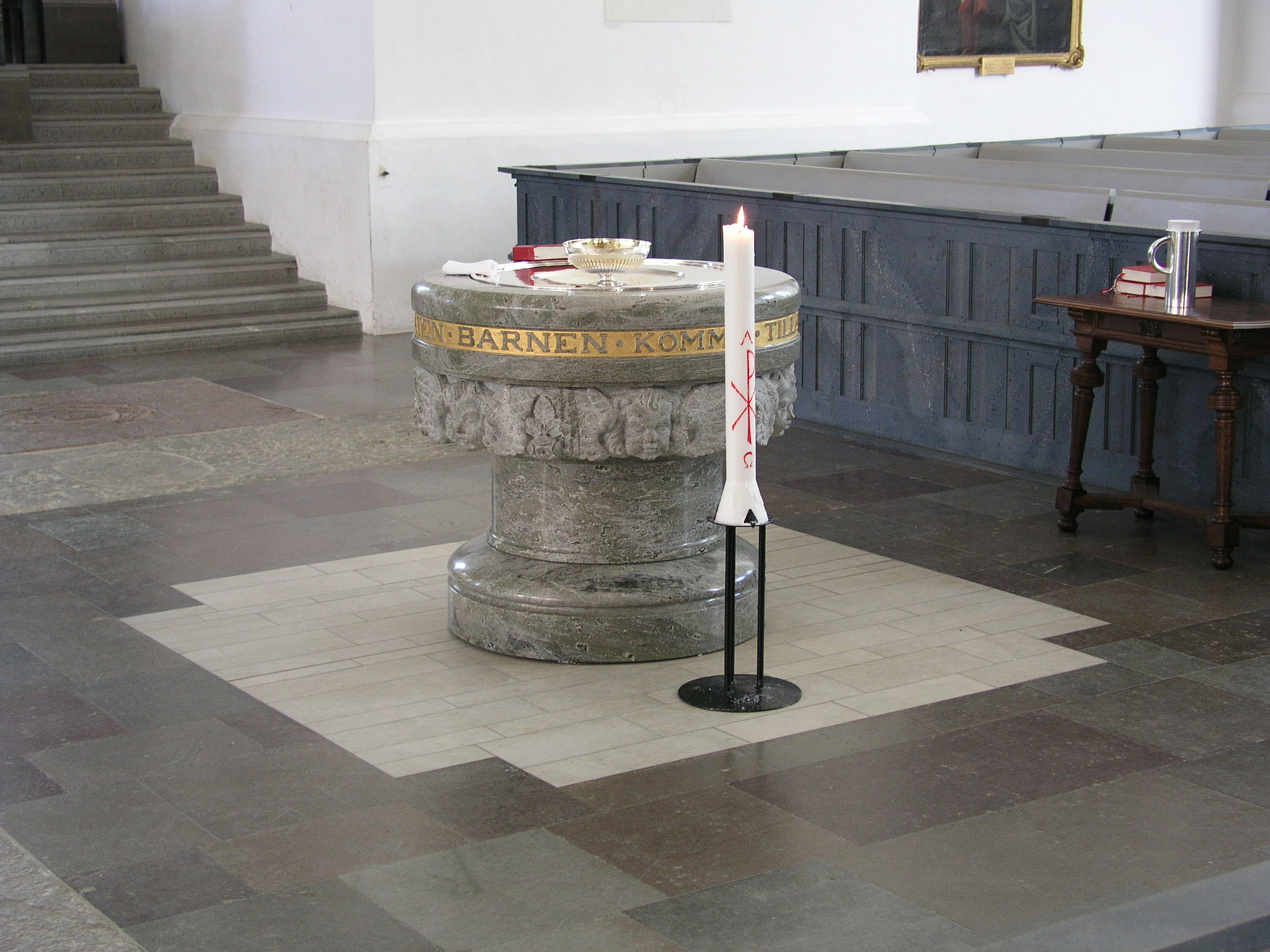
Doopvont